# 2013年中国汉字听写大会
诺亚舟·优学派2013中国汉字听写大会，通称2013年中国汉字听写大会，是首届中国汉字听写大会，该竞赛在中国大陆举办，電視節目於2013年8月2日（週五）20:00在CCTV10播出，此后每週五20:00播出一期。节目播出仅2期后，CCTV1打破惯例，于12日重播第一期。

## 背景
中国汉字听写大会的宣傳口號是「书写的文明传递，民族的未雨绸缪」。現代社會中，由於電腦輸入法迅速取代手寫，中國人的漢字書寫能力明顯下降。在此背景下，中央电视台科教频道推出了暑期特别节目《中国汉字听写大会》。

## 標準
比賽的標準為中國大陸的普通話和規範簡化字。字形、字音均以第6版《现代汉语词典》為準。
參賽選手皆為国家级重点中学的初中二年级学生，台下有十名成人體驗團同步聽寫，用於統計正確率。
题目难度有等级之分。节目组工作人员介绍，题目的难度分10级，经过反复测试、提高后才用于比赛，但实际上，入选正式参加复赛的选手正确率超过了80%，只好再度提升难度，故节目中会频繁出现生僻字。

## 案例
- “癞蛤蟆”一词难倒了成人体验团中的七成人，“熨帖”一词的书写正确率仅10%。[6]

## 影響
在相親、歌手選秀等娛樂電視節目的「娛樂風」中，央視推出的「中國漢字聽寫大會」別具一格，並喚起了觀眾對漢字的熱情。節目於央視播出後，引起極大關注，有媒體預計其收視率或將超中國好聲音。

## 争议
在2013年8月9日播出的复赛第二场中，来自内蒙古的初中生李响悦將「瓜瓤」寫成「瓜穰」，被判誤而出局。但比賽結束後有網友發現，按照字典的解释，“穰”有同“瓤”的義項，是未废除的异体字，不應判錯。
在2013年10月4日播出的半决赛下半场中，来自重庆的初中生纪旭寫出「酆都城」（專有名詞，指陰間，不同於現世地名“酆都”），而在場卻有一名女專家指出「酆都」已被簡化為「丰都」，故該選手寫錯。實際上「酆都」被改為「丰都」只屬於地名變動，「酆」仍屬於中華人民共和國的規範漢字，在其他詞語中並未簡化，《現代漢語詞典》亦只有「酆都城」而無「丰都城」詞條。有網友提出“難道說陕西醴泉縣被改名為礼泉縣，所以‘非醴泉不飲’也要寫成‘非礼泉不饮’？”